# Leslie Manigat
Leslie Manigat, né le 16 août 1930 à Port-au-Prince et mort le 27 juin 2014 dans la même ville, est un homme d'État haïtien de tendance démocrate-chrétienne, qui est président de la République en 1988 durant quatre mois.

## Biographie
Fils d'enseignants, Leslie Manigat est issu de l'élite progressiste du Nord d'Haïti. Il a suivi des études universitaires à la Sorbonne où il obtint un doctorat en philosophie.
Il fut directeur des affaires politiques au ministère des Affaires étrangères dans les années 1950 et était supporteur de François Duvalier. Il créa en 1958 l'École des hautes études internationales.
Ses relations avec Duvalier se détériorèrent par la suite. Accusé de soutenir les grèves des étudiants du début des années 1960, il fut ainsi emprisonné deux mois en 1963 avant de s'exiler en France, aux États-Unis et au Venezuela.
Il fut appelé à enseigner dans plusieurs universités dont l'université Johns-Hopkins à Baltimore aux États-Unis, l'Institut d'études politiques de Paris, l'université des Indes occidentales à Trinité-et-Tobago, l'université Yale (pour une brève période) et à l'université de Caracas au Venezuela (aujourd'hui université centrale du Venezuela).
Il milite pour l'opposition de l'extérieur et crée en 1979 à Caracas le Rassemblement des démocrates nationaux progressistes (RDNP), un parti se réclamant de la démocratie chrétienne. Ainsi, après le départ de Jean-Claude Duvalier, il se porte candidat aux élections qui devaient avoir lieu le 29 novembre 1987. Il est par ailleurs un contributeur régulier au quotidien Le Nouvelliste.

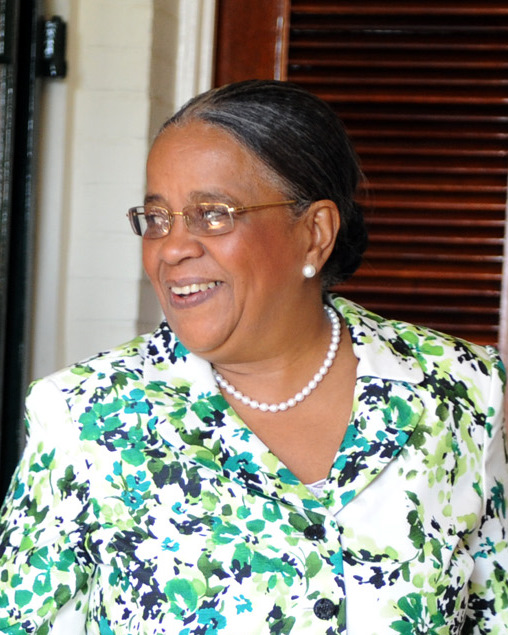
Mirlande Manigat

À la suite d'actes de violence et d'une tuerie dans un bureau de vote provoquée par des tontons macoutes, le Conseil national de gouvernement (CNG) annula ces élections et décida de dissoudre le Conseil électoral provisoire (CEP). Manigat refusa alors de critiquer ouvertement le CNG, et laissa même entendre que le CEP avait sa part de responsabilité dans le fiasco. Affirmant que l'armée est incontournable et qu'on se devait de la prendre au mot quand elle se dit être en mesure d'organiser des élections libres et honnêtes, il se porta donc candidat aux élections du 17 janvier organisées par cette dernière et devint ainsi président de la République d'Haïti le 7 février 1988, grâce au soutien des forces armées d'Haïti.
Arrivé dans ces conditions suspectes, il a par la suite limogé et mis aux arrêts le général Henri Namphy, proche des milieux duvaliéristes, pour cause d'insubordination. Cet acte audacieux marqua également la fin de sa présidence. En effet, dans la nuit du 19 au 20 juin 1988, il est renversé par un coup d'État organisé par certains membres des Forces armées d'Haïti qui remirent, une nouvelle fois, à Henri Namphy les rênes du pouvoir exécutif. Leslie Manigat, une fois de plus, s'exila pour ne revenir qu'à la veille des élections de 1990.
Son épouse, Mirlande Manigat, fut candidate à l'élection présidentielle de 2010-2011 et était arrivée en tête du premier tour avec un peu plus de 31 % des suffrages. Mais le chanteur Michel Martelly l'emporta au second tour avec 67,5 % des voix.